# Jeff Schroeder
Jeff Kim Schroeder – amerykański gitarzysta, najbardziej znany ze współpracy z grupą The Smashing Pumpkins ,której członkiem był w latach 2006-2023. Wcześniej był członkiem zespołu The Lassie Foundation, aż do jego rozpadu w roku 2006.